# ヨーハン・ネポムク・カール
ヨーハン・ネポムク・カール（Johann Nepomuk Karl, 1724年7月6日 - 1748年12月22日）は、リヒテンシュタイン侯（在位：1732年 - 1748年）。
1732年、前侯爵である父ヨーゼフ・ヨーハン・アダムの死後、叔父ヨーゼフ・ヴェンツェルの後見の下、8歳で即位。
1744年にマリア・ヨーゼファ・フォン・ハラハと結婚するが、間に成人した男子は無かった。1745年、ヨーゼフ・ヴェンツェルの後見を離れるが、1748年に亡くなった。

## 子女
- マリア・アントニア（1749年 - 1813年） - 1768年にパール侯ヴェンツェルと結婚